# David Thornton
David Farrington Thornton, född 4 Maj 1953 i Cheraw i South Carolina, är en amerikansk skådespelare. Han har medverkat i flera film- och TV-produktioner, som John Q, Ensam hemma igen, I lagens namn, Dagboken – Jag sökte dig och fann mitt hjärta och The Other Woman.
Thornton är sedan 1991 gift med sångerskan och skådespelerskan Cyndi Lauper, med vem han har sonen Declyn Wallace Lauper Thornton (född 19 November, 1997).

## Filmografi (i urval)

### Filmer
| - 1991 – Men of Respect - 1994 – Mrs. Parker - 1995 – Jeffrey - 1995 – Sökaren - 1996 – Ta ner stjärnorna - 1996 – Om Lucy faller - 1997 – Ensam hemma igen - 1997 – The Real Blonde - 1997 – She's So Lovely - 1998 – A Civil Action | - 1998 – The Last Days of Disco - 1998 – Blodsband - 1998 – På flykt undan döden - 2002 – Swept Away - 2002 – John Q - 2002 – XX/XY - 2002 – 100 Mile Rule - 2004 – Dagboken – Jag sökte dig och fann mitt hjärta - 2005 – Romance & Cigarettes - 2006 – Alpha Dog - 2009 – Allt för min syster - 2014 – The Other Woman |

### TV-serier
- 1985 – Miami Vice (TV-serie)
- 1986 – Tales from the Darkside (TV-serie)
- 1988 – Brottets väg (TV-serie)
- 1995 – Spanarna (TV-serie)
- 1996 – I lagens namn (TV-serie) (även 2005)
- 2002 – Law & Order: Criminal Intent (TV-serie)
- 2003 – Law & Order: Special Victims Unit (TV-serie)